# Дідріхсгаген
Дідріхсгаген (нім. Diedrichshagen) — громада в Німеччині, розташована в землі Мекленбург-Передня Померанія. Входить до складу району Передня Померанія-Грайфсвальд. Складова частина об'єднання громад Ландгаген.
Площа — 17,28 км2. Населення становить Невірний параметр metadata 13 075 028 ос. (станом на 31 грудня 2020).

## Галерея

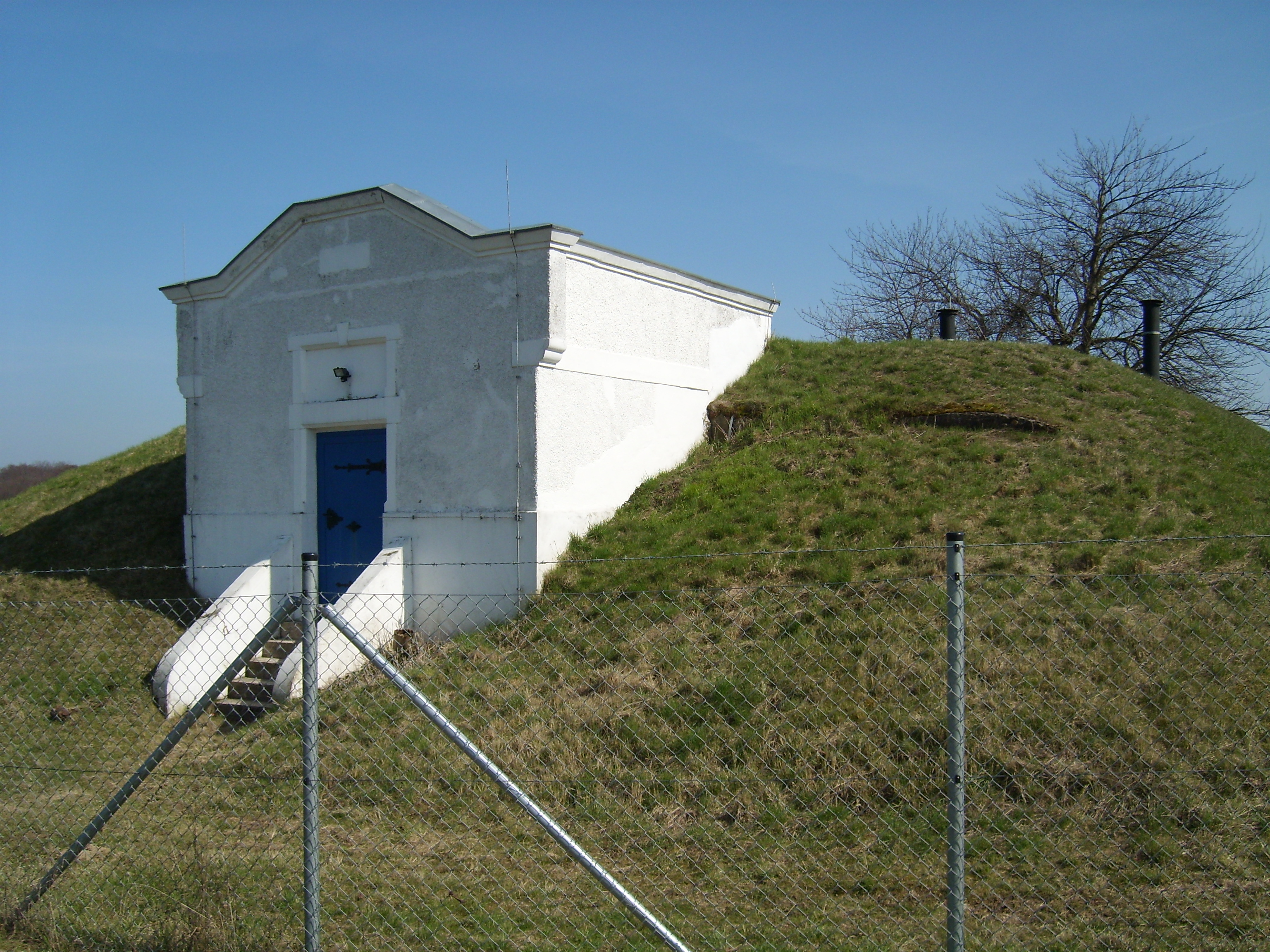